# Pierwszy siwy włos
Pierwszy siwy włos – piosenka (tango), szlagier z repertuaru Marty Mirskiej (dla której napisana została najbardziej znana wersja) i Mieczysława Fogga. Podczas premiery Marta Mirska bisowała „Pierwszy siwy włos” czternaście razy. Później, gdy popularność zyskało wykonanie Fogga, opowiadano, że „w pewnej restauracji, podczas zakrapianej kolacji, Marta Mirska, a była bardzo porywczą osobą, miała się rzucić za Foggiem z nożem w ręce, przewracając stoły, krzesła, zrywając obrusy i tłukąc zastawę, ze słowami: ty (tu proszę sobie wstawić, co tam komu wyobraźnia podpowiada) ukradłeś mi piosenkę”.
Słowa: Kazimierz Winkler

Muzyka: Henryk Hubertus Jabłoński